# Nick Holder
Nick Holder (1969) is een Canadese producer uit Toronto die actief is met het produceren van deephouse. Zijn bekendste platen zijn Da Sambafrique (1998), Summer Daze (2001) en No more dating DJ's (2004).

## Biografie
Nick Holder groeide op in Brampton in Ontario. Zijn ouders zijn afkomstig uit Guyana. Hij begon als dj in de jaren tachtig en draaide hiphop en techno. In 1991 reichtte hij het label DNH Records op. Hierop begon hij zijn eigen singles uit te brengen. Digital age (1991) werd zijn debuut. Vanaf dat moment verschenen er een grote hoeveelheid ep's met tracks. Daarnaast richtte hij ook het sublabel Treehouse op, waarop vooral hiphop verscheen. Zijn debuutalbum One night in the disco verscheen in 1996 op het label Studio !K7. Zijn doorbraak werd het nummer Da Sambafrique.
De platen van Nick Holder bleven aanvankelijk vooral bekend in de marge van dj's en compilaties met deephouse. Een van de grootste successen werd in dat opzicht het nummer Summer Daze (2001). In 2004 werd de gimmickplaat No more dating DJ's echter een clubhit. De plaat viel op door de spoken word vocalen van Jemini die het gefrustreerde vriendinnetje van een dj's naspeelt.
In 2009 verlegde Nick zijn werkterrein naar Zuid-Afrika. Daar voltooide hij het album My Sound waaraan hij sinds 2007 bezig was maar dat door enkele tegenslagen behoorlijk vertraagd raakte.

## Selectieve discografie

### Albums
- One Night In The Disco (1996)
- Still On Track (1998)
- From Within (1999)
- Underground Alternatives (2000)
- Deep In The Underground 1994-2000 (verzamel) (2001)
- The Other Side (2004)
- Black Jazz (2006)
- Headnodz - Trafficking (2006)
- My Sound (2013)

### Singles en ep's
- Digital Age (1991)
- Summer Grooves EP (1992)
- Drumatic Effex EP (1993)
- Private Selections EP (1993)
- No Sell Out EP (1995)
- Fruit loops (1995)
- Grand Theft EP (1996)
- Don't go away (1996)
- After Hours EP (1996)
- Summer Daze EP (1997)
- Da Sambafrique (1998)
- The Latin Thing EP (1998)
- The Fourth Dimension - She Likes It (1998)
- Sometimes I'm Blue (1999)
- America Eats It's Young (ft. Jemini) (2000)
- Summer Daze (2001)
- Journey (2002)
- No more dating dj's (ft. Jemini) (2004)
- Time (2007)
- Swimming (2007)
- The Jump Off EP (2008)
- Sunday (2008)
- Feelin' Sad (2011)
- New Frontiers EP (2013)